# Olympische Sommerspiele 2000/Teilnehmer (Laos)
| Gelbes Symbol für Goldmedaillen mit stilisierten Olympischen Ringen | Graues Symbol für Silbermedaillen mit stilisierten Olympischen Ringen | Braundes Symbol für Bronzemedaillen mit stilisierten Olympischen Ringen |
| ------------------------------------------------------------------- | --------------------------------------------------------------------- | ----------------------------------------------------------------------- |
| —                                                                   | —                                                                     | —                                                                       |

Laos nahm an den Olympischen Sommerspielen 2000 in der australischen Metropole Sydney mit drei Athleten, einer Frau und zwei Männern, in zwei Sportarten teil.
Seit 1980 war es die fünfte Teilnahme des asiatischen Staates an Olympischen Sommerspielen.

## Flaggenträger
Der Schwimmer Sisomphone Vongpharkdy trug die Flagge von Laos während der Eröffnungsfeier im Stadium Australia.

## Teilnehmer nach Sportarten

### Leichtathletik
- Sisomphone Vongpharkdy
100 Meter: Vorläufe

- Sirivanh Ketavong
Frauen, Marathon: 45. Platz

### Schwimmen
- Sikhounxay Ounkhamphanyavong
50 Meter Freistil: 70. Platz